# Илинден (община)
Или́нден (макед. Општина Илинден) — община в Северной Македонии. Расположена в северной части страны. Население составляет 15 894 человека (2002 год).
Административный центр — село Илинден (до 1951 года село называлось Белимбегово).
Площадь территории общины 97,02 км².
Граничит с общинами Северной Македонии:
- на западе — с общиной Скопье;
- на севере — с общиной Арачиново;
- на востоке — с общиной Куманово;
- на юге — с общиной Петровец.

В состав общины входят 12 сёл: Айватовци, Буйковци, Бунарджик, Бучинци, Делядровци, Илинден, Кадино, Марино, Миладиновци, Мралино, Мршевци и Текия.
Этническая структура населения в общине по переписи населения 2002 года:
- македонцы — 13 959 чел.;
- сербы — 912 чел.;
- цыгане — 428 чел.;
- албанцы — 352 чел.;
- турки — 17 чел.;
- арумыны — 1 чел.;
- остальные — 225 чел.

На территории общины находится «Свободная экономическая зона Бунарджик».